# Chiesa di San Giuseppe (Vigevano)
La chiesa di San Giuseppe è un edificio religioso sito a Vigevano, in provincia di Pavia e diocesi di Vigevano.

## Descrizione e storia
Nel 1881 monsignor De Gaudenzi pregò quattro religiose, provenienti da Novara, di aprire un educandato per le giovani in via Griona. Nel 1913, visti i rilevanti progressi, questo fu spostato in via Deomini. Attualmente l'istituto comprende scuola materna, elementare, media e superiore (liceo delle scienze umane) ed è retto dalle suore domenicane.
Annessa all'istituto San Giuseppe, vi è la chiesa, un tempo delle Sacramentine. Costruita in marmo di Carrara, è stata la prima chiesa italiana ad essere consacrata al Sacro Cuore, nel 1876. La piccola costruzione comprendeva due altari dedicati al Sacro Cuore e a San Giuseppe, con pregevoli dipinti. La chiesetta tuttavia ha, verso fine Novecento, subito vari rifacimenti, che ne hanno modificato totalmente la struttura.
All'interno dell'istituto vi sono però due dipinti di scuola lombarda di fine Cinquecento: una Madonna in adorazione con San Domenico, Santa Caterina ed il beato Matteo Carreri, incorniciati da quindici piccoli quadretti riproducenti i misteri gaudiosi. Pure interessante è anche un San Domenico che riceve il rosario dal Cielo, della stessa epoca del precedente.
In una piccola saletta infine si può ammirare uno degli ultimi affreschi di Vittorio Ramella, raffigurante una Crocefissione.